# Stolen Car
〈Stolen Car〉는 브루스 스프링스틴이 쓰고 공연한 노래다. 이 음반은 원래 그의 다섯 번째 음반인 《The River》에 발매되었다. 《The River》에서 발매된 버전은 1980년 1월 뉴욕의 파워 스테이션에서 녹음되었다. 1979년 7월에 녹음된 얼터너티브 버전은 1998년 《Tracks》에서 발매되었다.